# Portneuf (Québec)
Portneuf ist eine Stadt (ville) in der gleichnamigen MRC Portneuf der kanadischen Provinz Québec. 
Die Stadt am Nordufer des Sankt-Lorenz-Stroms zählte im Jahr 2016 insgesamt 3187 Einwohner und hat eine Fläche von 109,39 km². In Portneuf mündet das gleichnamige Flüsschen Rivière Portneuf in den Sankt-Lorenz-Strom. Die Stadt Pontneuf liegt zwischen Cap-Santé im Osten und Deschambault-Grondines im Westen.

## Geschichte
Portneuf wurde im Jahr 1636 von Jacques Leneuf de La Poterie gegründet.

## Verkehr
Portneuf liegt 60 km westlich der Provinzhauptstadt Québec. Der Trans-Canada Highway verläuft von Québec kommend nach Deschambault-Grondines. Die weiter nach Süden verlaufende Autoroute 40 führt nach Trois-Rivières.
Portneuf ist an das Bahnnetz von VIA Rail Canada angeschlossen.